# Pulau Pini
Pulau Pini är en ö i Indonesien.   Den ligger i provinsen Sumatera Utara, i den västra delen av landet, 1 100 km nordväst om huvudstaden Jakarta. Arean är 323 kvadratkilometer.
Terrängen på Pulau Pini är platt. Öns högsta punkt är 92 meter över havet. Den sträcker sig 12,3 kilometer i nord-sydlig riktning, och 36,6 kilometer i öst-västlig riktning.